# Miscela
Miscela – roztwór tłuszczów w rozpuszczalniku organicznym będący produktem przejściowym otrzymywanym w procesach ekstrakcji tłuszczów zarówno z materiałów roślinnych, jak i zwierzęcych. Termin stosowany jest głównie w przetwórstwie olejów roślinnych, w którym jako rozpuszczalnika używa się zazwyczaj heksanu. Uzyskana miscela podlega dalszym procesom, przede wszystkim destylacji w celu oddzielenia tłuszczów od rozpuszczalnika.